# ボグスタッド邸

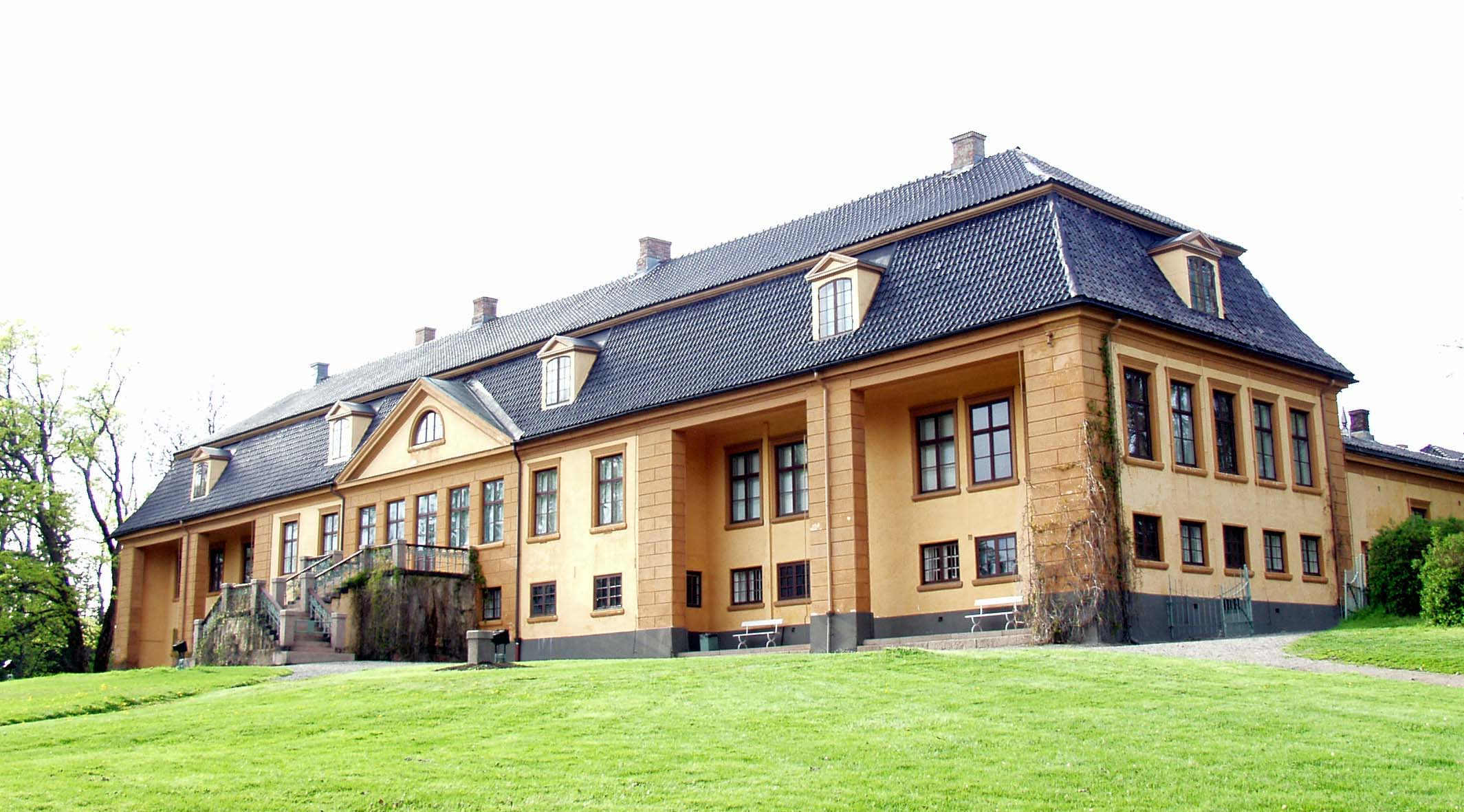
ボグスタッド・マナーBogstad Manor

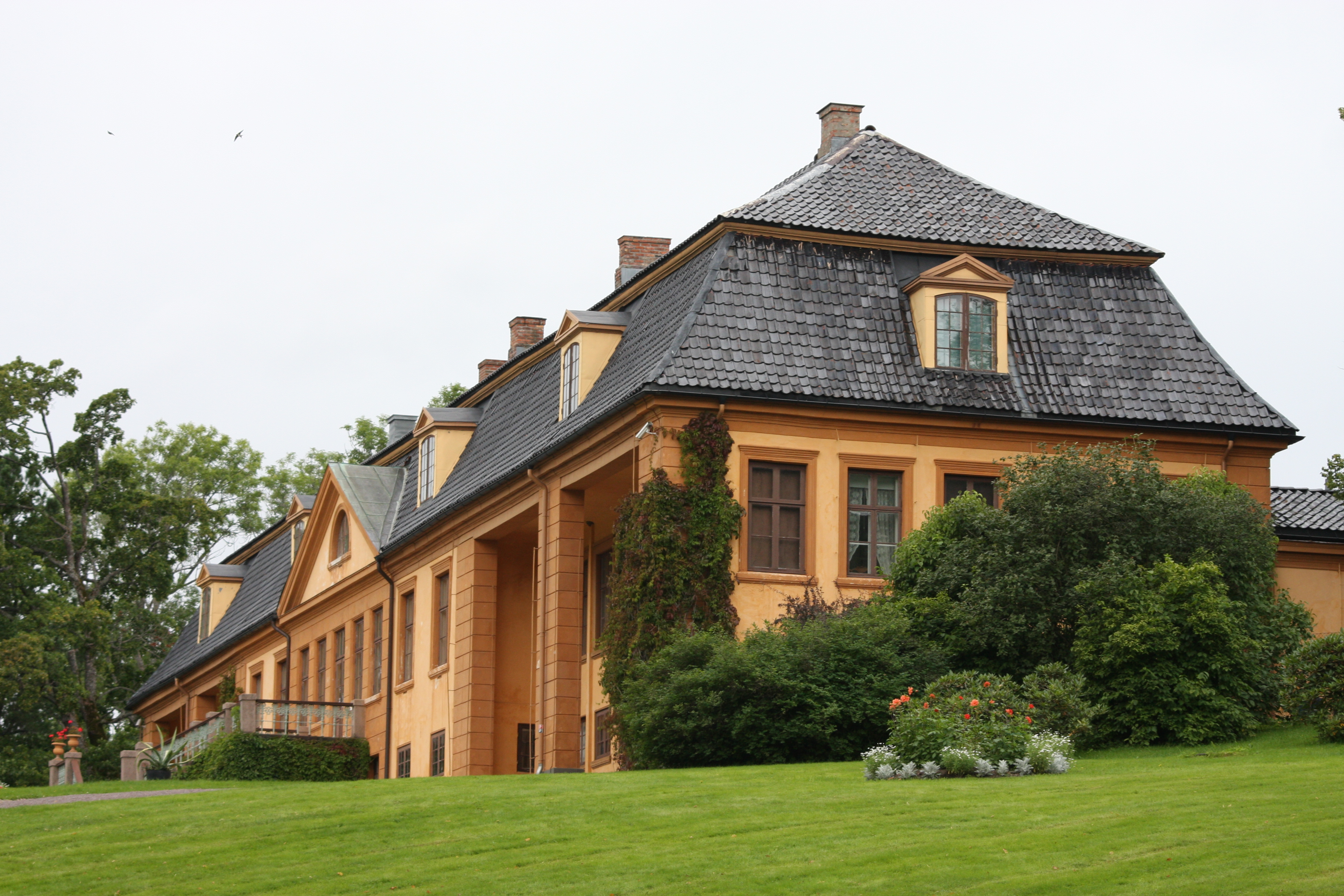
ボグスタッド・マナー

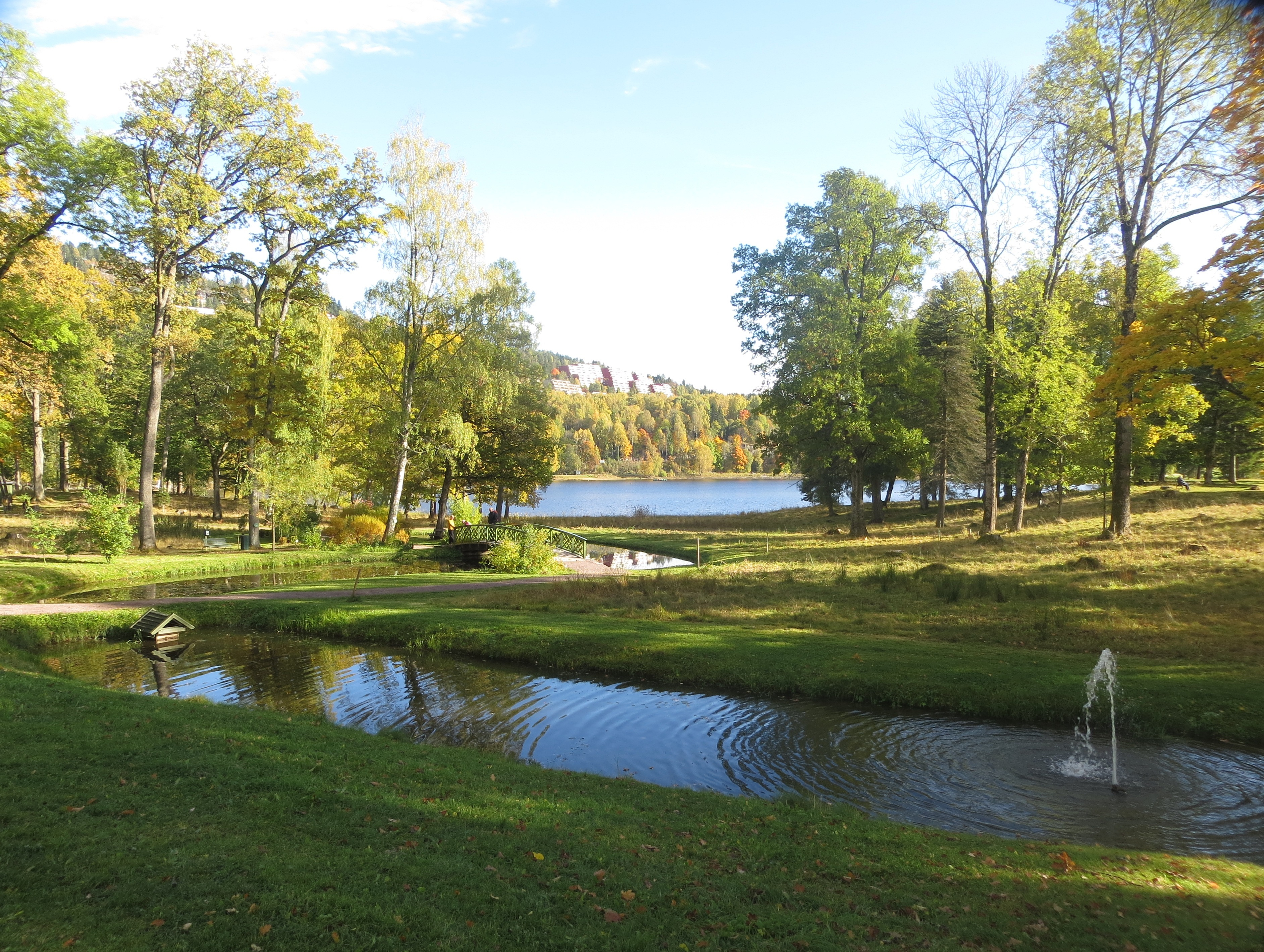
ソルケダーレンのボグスタッドヴァンネットのボグスタッド・ガルド

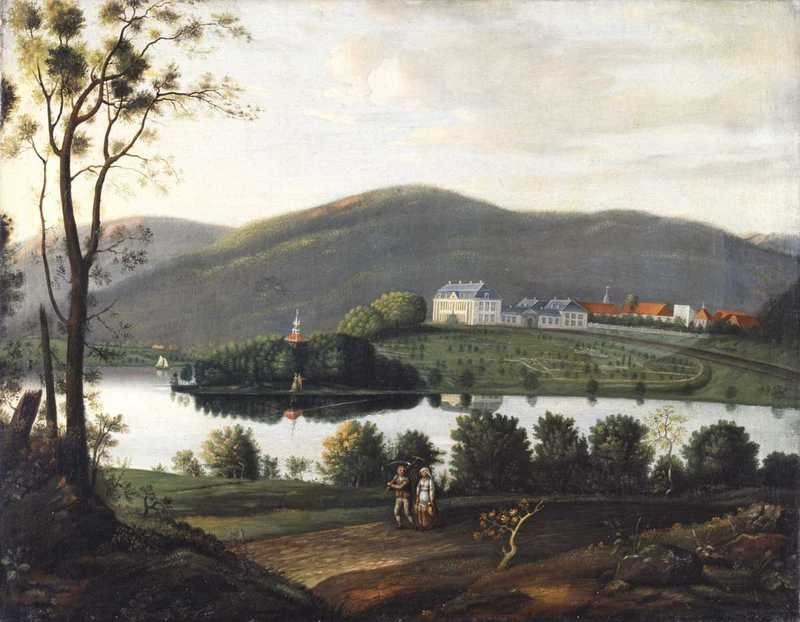
フレデリック・ピーターセン作ボグスタッド・ガルド(ca. 1800)

ボグスタッド邸（Bogstad Manor、ノルウェー語: Bogstad gård）は、ノルウェーのオスロのヴェストレアーケル地区にある歴史的なマナーハウスであり、かつての邸宅である。オスロの北西部に位置している。

## 背景
ボグスタッドは、ソルケダーレン渓谷の湖、ボグスタッドヴァネットの近くにあった農場に起源を持つ。
この農場は幾多の著名人によって代々所有されてきた。この農場は、商人で市会議員のペーデル・ニールセン・ロイヒ（1692年 - 1746年）とその家族からノルウェー首相ペーデル・アンカーに渡り、その後、ペーデル・アンカーの唯一の子供であるカレン・アンカーとの結婚を通じて、義理の息子であるノルウェー総督ヘルマン・ヴェーデル・ヤールスベルグに渡った。この土地には森林地帯が含まれており、製材所や木材取引の基盤となった。木材商人で地主のモーテン・ロイヒは、 1756年からボグスタッドの地所を所有していた。後にベルント・アンカーがロイヒの未亡人マティア・コレットとの結婚を通じてこの地所を手に入れた。
ペーデル・アンカーは、メインハウスからボグスタドヴァネットまでの斜面を開発のために利用し、湾曲した小道と人工の小川を作った。景観は1780年からさらに開発された。この地所は1785年にさらに大きな荘園として開発された。最後の個人所有者はニーニ・ヴェーデル＝ヤールスベルグ（1880年 - 1945年）とウェスティ・パー・エーゲベルグ（1877年 - 1959年）である。
この建物は1954年以来オスロ市が所有している。この邸宅はボグスタッド財団が所有しており、 ノルウェー民俗博物館と協力して博物館として運営されている。1760年から1780年の間に建てられたこの邸宅は古典主義建築様式で建てられているが、これは当時の建築様式の典型的なものである。ボグスタッド邸には1750年から1850年にかけての絵画、シャンデリア、家具、その他の調度品が完備されている。夏季には博物館のガイド付きツアーが利用できる。
ボグスタッドは、オスロ・ゴルフクラブ (オスロ ゴルフクラブ)が運営するボグスタッド マナーとボグスタッド・ゴルフコースのエリアを含む、オスロ北西部の地域の名前になっている。

## 一次情報源
- Yngvar Hauge|Hauge, Yngvar,  Nini Egeberg (1960) Bogstad, 1773-1995 (Oslo: H. Aschehoug)

## その他の情報源
- Roede, Lars (2010)  To gårder – to brødre. Mye om Frogner og litt om Bogstad (Oslo: Boksenteret/Bogstad stiftelse)  ISBN 978-82-92865-03-3
- Hopstock, Carsten (1997) Bogstad - et storgods gjennom 300 år (Oslo: Boksenteret/Bogstad stiftelse) ISBN 82-7683-166-4